# Hunger (Betzenstein)
Hunger ist ein Gemeindeteil der Stadt Betzenstein im Landkreis Bayreuth (Oberfranken, Bayern). Hunger liegt in der Gemarkung Stierberg.

## Geografie
Der Weiler befindet sich etwa eineinhalb Kilometer südsüdöstlich des Ortszentrums von Betzenstein auf einer Höhe von 481 m ü. NHN.

## Geschichte
Der Ortsname Hunger wurde ab 1316 erwähnt. Er leitet sich wohl vom Familiennamen Hunger ab, könnte eventuell auch auf eine einst wenig fruchtbare Gegend hinweisen. Im Jahr 1356 wurde berichtet, dass Hunger zu Stierberg gehörte. Der stets ländlich geprägte Ort kam mit Betzenstein 1504 zur Reichsstadt Nürnberg und gehörte zu ihr bis zur Annexion durch das Königreich Bayern im Jahr 1806.
Durch die Verwaltungsreformen zu Beginn des 19. Jahrhunderts im Königreich Bayern wurde der Ort Bestandteil der Ruralgemeinde Stierberg. Im Zuge der Gebietsreform in Bayern wurde Hunger zusammen mit der Gemeinde Stierberg am 1. Januar 1972 in die Stadt Betzenstein eingegliedert.

## Verkehr
Die Anbindung an das öffentliche Straßenverkehrsnetz wird durch eine am südlichen Ortsrand vorbei führende Gemeindeverbindungsstraße hergestellt, die aus dem Westen von Eckenreuth her kommend in ostwärtige Richtung zur Staatsstraße 2163 weiterführt. Eine Zufahrt auf die Bundesautobahn 9 ist an der etwa drei Kilometer ostsüdöstlich der Ortschaft gelegenen Anschlussstelle Plech möglich.